# Pădurea Povernii - Valea Cernița
Pădurea Povernii - Valea Cernița este o arie protejată (sit de importanță comunitară — SCI) din România, desemnată în scopul protejării biodiversității și menținerii într-o stare de conservare favorabilă a florei spontane și faunei sălbatice, precum și a habitatelor naturale de interes comunitar aflate în arealul zonei de protecție. Aceasta se întinde pe o suprafață de 895,1 ha, integral pe uscat.

## Localizare
Centrul sitului Pădurea Povernii - Valea Cernița este situat la coordonatele 46°13′31″N 22°59′39″E / 46.225175°N 22.994256°E. Situl se întinde pe teritoriul administrativ al comunei Ciuruleasa din județul Alba și pe cel al comunei Buceș din județul Hunedoara.

## Înființare
Situl Pădurea Povernii - Valea Cernița a fost declarat sit de importanță comunitară (ROCIC0339) în septembrie 2011 pentru a proteja 4 specii de animale.

## Biodiversitate
Situată în ecoregiunea alpină, aria protejată conține 1 habitat natural: Păduri de fag dacice (Symphyto-Fagion).
La baza desemnării sitului se află mai multe specii protejate:
- amfibieni (1): izvoraș-cu-burta-galbenă (Bombina variegata)
- mamifere (3): lupul (Canis lupus), râs eurasiatic (Lynx lynx), urs brun (Ursus arctos)